# Списак музичких и балетских школа у Црној Гори

## Бар
- Школа за основно музичко образовање „П. II Петровић - Његош “, Бар[1]

## Беране
- Школа за основно музичко образовање, Беране[2]

## Бијело Поље
- Школа за основно музичко образовање, Бијело Поље[3]

## Будва
- Школа за основно музичко образовање, Будва[4]

## Колашин
- Школа за основно музичко образовање, Колашин[5]

## Котор
- Школа за основно и средње музичко образовање „Вида Матјан“, Котор[6]

## Никшић
- Школа за основно и средње музичко образовање „Дара Чокорило“, Никшић[7]

## Пљевља
- Школа за основно музичко образовање, Пљевља[8]

## Подгорица
- Умјетничка школа основног, средњег музичког и балетског образовања „Васа Павић“, Подгорица[9]
- Умјетничка школа основног и средњег музичког образовања за таленте „Андре Навара“, Подгорица[10]

## Тиват
- Школа за основно и средње музичко образовање, Тиват[11]

## Улцињ
- Школа за основно музичко образовање, Улцињ[12]

## Херцег Нови
- Школа за основно музичко образовање Херцег Нови[13]

## Цетиње
- Школа за основно музичко образовање „Саво Поповић“, Цетиње[14]